# Кремона (провинция)
Кремона (итал. Provincia di Cremona, ломб. Pruvincia de Cremuna) — провинция в Италии, находящаяся в административной области Ломбардия. Столицей провинции является одноимённый город Кремона.

## География и демографические данные
Площадь провинции составляет 1771 км². По данным переписи 2008 года население составляло более 358 тысяч человек. Провинция включает в себя 115 коммун. От соседней провинции Пьяченца Кремона отделена рекой По; по реке Ольо проходит граница между провинциями Кремона и Брешиа.